# Pterodrilus mexicanus
Pterodrilus mexicanus är en ringmaskart som beskrevs av Ellis 1919. Pterodrilus mexicanus ingår i släktet Pterodrilus och familjen Cambarincolidae. Inga underarter finns listade i Catalogue of Life.